# Dicoy Williams
Dicoy Williams (* 7. Oktober 1986 in Kingston) ist ein jamaikanischer Fußballspieler, der seit 2011 beim Toronto FC in der Major League Soccer unter Vertrag steht.

## Karriere

### Verein
Dicoy Williams spielte zu seiner Anfangszeit als Profi ausschließlich in der Heimat Jamaika und begann im Jahr 2005 beim Rekordmeister FC Santos Jamaika, wechselte allerdings noch im selben Jahr zu Arnett Gardens FC. 2007 kam er zu Harbour View FC. Mit dem Harbour View FC konnte er 2010 die Jamaican National Premier League gewinnen und war einer der Schlüsselspieler für diesen Erfolg. Durch seine konstant guten Leistungen wurde der norwegische Zweitligist Mjøndalen IF auf ihn aufmerksam und lud ihn zum Probetraining ein.
Im März 2011 absolvierte Williams ein Probetraining beim kanadischen Verein Toronto FC. In Toronto beeindruckte er Trainer Aron Winter und unterschrieb am 31. März einen Vertrag. Nur zwei Tage später absolvierte er sein Ligadebüt, als er in der zweiten Halbzeit beim 1:1-Unentschieden gegen den CD Chivas USA für Nana Attakora-Gyan eingewechselt wurde.

### Nationalmannschaft
Am 12. August 2009 bestritt er im Giants Stadium gegen Ecuador sein A-Länderspieldebüt für Jamaika. Beim CONCACAF Gold Cup 2011 gehörte er zum 21-köpfigen Aufgebot Jamaikas. Beim 4:0-Sieg über Grenada im ersten Gruppenspiel spielte er von Beginn an, im zweiten Gruppenspiel beim 2:0-Sieg über Guatemala musste er in der 10. Minute aufgrund einer Knieverletzung ausgewechselt werden.

## Titel und Erfolge
Harbour View FC
- Jamaican National Premier League: 2010

Toronto FC
- Canadian Championship 2011